# Aliatypus
Aliatypus là một chi nhện trong họ Antrodiaetidae.